# جيم موريس (لاعب كرة قاعدة)
جيم موريس (بالإنجليزية: Jim Morris)‏ هو لاعب كرة قاعدة أمريكي، ولد في 19 يناير 1964 في براونوود في الولايات المتحدة.

## وصلات خارجية
- جيم موريس على موقع IMDb (الإنجليزية)

- جيم موريس على موقع دوري كرة القاعدة الرئيسي (الإنجليزية)
- جيم موريس على موقعبيزبول رفرنس.كوم (الدوري الرئيسي) (الإنجليزية)
- جيم موريس على موقعبيزبول رفرنس.كوم (الدوري الثانوي) (الإنجليزية)
- جيم موريس على موقع إي إس بي إن.كوم (أم.أل.بي) (الإنجليزية)
- جيم موريس على موقع مشجعي الرسوم البيانية (الإنجليزية)